# Monte di Procida
Monte di Procida ist eine italienische Gemeinde mit 11.861 Einwohnern (Stand 31. Dezember 2023) in der Metropolitanstadt Neapel, Region Kampanien. Sie liegt auf dem westlichen Teil der Phlegräischen Halbinsel westlich von Miseno  und gegenüber der Insel Procida. Der einzige Nachbarort ist Bacoli.

## Bevölkerungsentwicklung
Monte di Procida zählt 4308 Privathaushalte. Zwischen 1991 und 2001 stieg die Einwohnerzahl von 12.490 auf 12.838. Dies entspricht einem prozentualen Zuwachs von 2,8 %.